# كيلي ألكسندر
كيلي ألكسندر (بالإنجليزية: Kelly Alexander)‏ (17 أكتوبر 1948 – 6 سبتمبر 2024) هو سياسي أمريكي، ولد في 17 أكتوبر 1948 في تشارلوت في الولايات المتحدة. حزبياً، نشط في الحزب الديمقراطي.

## وصلات خارجية
- الموقع الرسمي